# Łyżwiarstwo figurowe na Zimowych Igrzyskach Olimpijskich 1960
Łyżwiarstwo figurowe na Zimowych Igrzyskach Olimpijskich 1960 – jedna z dyscyplin rozgrywanych podczas igrzysk w dniach 19–26 lutego 1960 w hali Blyth Arena w Squaw Valley, w Stanach Zjednoczonych. Zawody odbyły się w trzech konkurencjach: solistów, solistek, par sportowych.

## Medaliści
| Konkurencja   | Złoto                        | Srebro                              | Brąz                               |
| Soliści       | David Jenkins                | Karol Divín                         | Donald Jackson                     |
| Solistki      | Carol Heiss                  | Sjoukje Dijkstra                    | Barbara Roles                      |
| Pary sportowe | Barbara Wagner / Robert Paul | Marika Kilius / Hans-Jürgen Bäumler | Nancy Ludington / Ronald Ludington |

## Klasyfikacja medalowa
| Miejsce | Państwo                       | złoto | srebro | brąz | Łącznie |
| ------- | ----------------------------- | ----- | ------ | ---- | ------- |
| 1       | Stany Zjednoczone             | 2     | 0      | 2    | 4       |
| 2       | Kanada                        | 1     | 0      | 1    | 2       |
| 3       | Czechosłowacja                | 0     | 1      | 0    | 1       |
| 3       | Holandia                      | 0     | 0      | 1    | 1       |
| 3       | Wspólna Reprezentacja Niemiec | 0     | 0      | 1    | 1       |

## Wyniki

### Soliści
| Poz. | Zawodnik              | Reprezentacja                 | Punkty | Miejsca | CF | FS  |
| ---- | --------------------- | ----------------------------- | ------ | ------- | -- | --- |
| 01 ! | David Jenkins         | Stany Zjednoczone             | 1440,2 | 10,0    | 2  | 1   |
| 02 ! | Karol Divín           | Czechosłowacja                | 1414,3 | 22,0    | 1  | 5   |
| 03 ! | Donald Jackson        | Kanada                        | 1401,0 | 31,0    | 4  | 2   |
| 4    | Alain Giletti         | Francja                       | 1399,2 | 31,0    | 3  | 3   |
| 5    | Tim Brown             | Stany Zjednoczone             | 1374,1 | 43,0    | 5  | 4   |
| 6    | Alain Calmat          | Francja                       | 1340,3 | 54,0    | 8  | 6   |
| 7    | Robert Brewer         | Stany Zjednoczone             | 1320,3 | 66,0    | 7  | 8   |
| 8    | Manfred Schnelldorfer | Wspólna Reprezentacja Niemiec | 1303,3 | 75,0    | 9  | 9   |
| 9    | Tilo Gutzeit          | Wspólna Reprezentacja Niemiec | 1274,0 | 86,0    | 10 | 10  |
| 10   | Donald McPherson      | Kanada                        | 1279,7 | 83,0    | 13 | 7   |
| 11   | Hubert Köpfler        | Szwajcaria                    | 1217,0 | 114,0   | 12 | 14  |
| 12   | Robin Jones           | Wielka Brytania               | 1220,4 | 113,0   | 15 | 12  |
| 13   | Peter Jonas           | Austria                       | 1213,2 | 115,0   | 14 | 16  |
| 14   | Nobuo Sato            | Japonia                       | 1206,8 | 120,0   | 11 | 17  |
| 15   | David Clements        | Wielka Brytania               | 1174,7 | 135,0   | 16 | 13  |
| 16   | Bodo Bockenauer       | Wspólna Reprezentacja Niemiec | 1162,2 | 137,0   | 17 | 15  |
| 17   | Tim Spencer           | Australia                     | 1171,2 | 142,0   | 18 | 11  |
| 18   | William Cherrell      | Australia                     | 1042,2 | 162,0   | 19 | 18  |
| WD   | Norbert Felsinger     | Austria                       | DNF    | DNF     | 6  | DNF |

### Solistki
| Poz. | Zawodniczka       | Reprezentacja                 | Punkty | Miejsca | CF | FS |
| ---- | ----------------- | ----------------------------- | ------ | ------- | -- | -- |
| 01 ! | Carol Heiss       | Stany Zjednoczone             | 1490,1 | 9,0     | 1  | 1  |
| 02 ! | Sjoukje Dijkstra  | Holandia                      | 1424,8 | 20,0    | 2  | 3  |
| 03 ! | Barbara Roles     | Stany Zjednoczone             | 1414,9 | 26,0    | 3  | 2  |
| 4    | Jana Mrázková     | Czechosłowacja                | 1338,7 | 53,0    | 5  | 5  |
| 5    | Joan Haanappel    | Holandia                      | 1331,9 | 52,0    | 4  | 7  |
| 6    | Laurence Owen     | Stany Zjednoczone             | 1343,0 | 57,0    | 6  | 6  |
| 7    | Regine Heitzer    | Austria                       | 1327,9 | 58,0    | 7  | 4  |
| 8    | Anna Galmarini    | Włochy                        | 1295,0 | 79,0    | 8  | 10 |
| 9    | Karin Frohner     | Austria                       | 1266,0 | 99,0    | 9  | 11 |
| 10   | Sandra Tewkesbury | Kanada                        | 1296,1 | 78,0    | 10 | 9  |
| 11   | Nicole Hassler    | Francja                       | 1272,6 | 97,0    | 12 | 12 |
| 12   | Wendy Griner      | Kanada                        | 1275,0 | 98,0    | 13 | 8  |
| 13   | Danielle Rigoulot | Francja                       | 1253,8 | 107,0   | 11 | 13 |
| 14   | Bärbel Martin     | Wspólna Reprezentacja Niemiec | 1219,8 | 132,0   | 18 | 14 |
| 15   | Patricia Pauley   | Wielka Brytania               | 1213,8 | 134,0   | 14 | 16 |
| 16   | Carla Tichatschek | Włochy                        | 1201,1 | 143,0   | 15 | 15 |
| 17   | Junko Ueno        | Japonia                       | 1176,5 | 158,0   | 16 | 20 |
| 18   | Ursel Barkey      | Wspólna Reprezentacja Niemiec | 1164,5 | 166,0   | 20 | 18 |
| 19   | Carolyn Krau      | Wielka Brytania               | 1160,3 | 168,0   | 17 | 21 |
| 20   | Liliane Crosa     | Szwajcaria                    | 1157,4 | 171,0   | 22 | 17 |
| 21   | Miwa Fukuhara     | Japonia                       | 1134,7 | 188,0   | 19 | 22 |
| 22   | Franziska Schmidt | Szwajcaria                    | 1141,8 | 184,0   | 21 | 19 |
| 23   | Marion Sage       | Związek Południowej Afryki    | 1000,9 | 210,0   | 24 | 23 |
| 24   | Aileen Shaw       | Australia                     | 965,7  | 221,0   | 25 | 24 |
| 25   | Patricia Eastwood | Związek Południowej Afryki    | 970,8  | 219,0   | 23 | 25 |
| 26   | Mary Wilson       | Australia                     | 890,2  | 232,0   | 26 | 26 |

### Pary sportowe
| Poz. | Zawodnicy                            | Reprezentacja                 | Punkty | Miejsca |
| ---- | ------------------------------------ | ----------------------------- | ------ | ------- |
| 01 ! | Barbara Wagner / Robert Paul         | Kanada                        | 80,4   | 7,0     |
| 02 ! | Marika Kilius / Hans-Jürgen Bäumler  | Wspólna Reprezentacja Niemiec | 76,8   | 19,0    |
| 03 ! | Nancy Ludington / Ronald Ludington   | Stany Zjednoczone             | 76,2   | 27,5    |
| 4    | Maria Jelinek / Otto Jelinek         | Kanada                        | 75,9   | 26,0    |
| 5    | Margret Göbl / Franz Ningel          | Wspólna Reprezentacja Niemiec | 72,5   | 36,0    |
| 6    | Nina Żuk / Stanisław Żuk             | ZSRR                          | 72,3   | 38,0    |
| 7    | Rita Blumenberg / Werner Mensching   | Wspólna Reprezentacja Niemiec | 70,2   | 53,0    |
| 8    | Diana Hinko / Heinz Döpfl            | Austria                       | 69,8   | 54,5    |
| 9    | Ludmiła Biełousowa / Oleg Protopopow | ZSRR                          | 68,6   | 60,5    |
| 10   | Maribel Owen / Dudley Richards       | Stany Zjednoczone             | 67,5   | 69,0    |
| 11   | Ila Ray Hadley / Ray Hadley Jr.      | Stany Zjednoczone             | 65,7   | 78,0    |
| 12   | Jacqueline Mason / Mervyn Bower      | Australia                     | 63,7   | 83,0    |
| 13   | Marcelle Matthews / Gwyn Jones       | Związek Południowej Afryki    | 63,6   | 85,5    |